# Place Pasteur (Besançon)
Pour les articles homonymes, voir Place Pasteur.
La place Pasteur est une place du centre-ville de Besançon.

## Situation et accès
La place Pasteur, de forme triangulaire et de 1 800 m2, est située dans le quartier de La Boucle, au cœur du centre historique de Besançon. Elle fait le lien avec la Grande Rue, la rue Pasteur et, à proximité, les passages Pasteur, et le centre commercial associé.
Croisements et voiries
- Grande rue
- Rue Pasteur
- Rue du loup
- Rue Luc Breton

Transports
- VéloCité

## Origine du nom
Elle porte le nom de Louis Pasteur, inventeur du vaccin contre la rage, a fait ses études au Collège Victor Hugo de Besançon, situé près de la place.

## Historique
La place Pasteur était jadis entourée de maisonnettes appartenant au domaine de l’archevêque. Puis des immeubles en pierre de Chailluz ont été construits, pérennisant la configuration de ce lieu de passage urbain. À la suite de l'incendie d'un immeuble, la place est réagencée en 1974 avec la destruction d'un immeuble, et réaménagée en 1975 par l'architecte bisontin Michel Demenge et son confrère Paul Lacroix, avec l'installation de la fontaine Pasteur : une sculpture-fontaine de Jacques Voitot, évoquant un mécanisme d'horlogerie, ce qui agrandit sensiblement la place. 1975 est l'année où cette ville se dote d'un secteur piétonnier, innovant pour l'époque. La place appartient à ce secteur piétonnier.
En avril 1976, les ouvriers de Lip, entreprise horlogère menacée d'être liquidée, appliquent l'opération «l'usine dans la rue», et manifestent en ce lieu, en y installant certaines de leurs machines, et en dialoguant avec les habitants.
La place est réaménagée à nouveau en 2007, mettant davantage en avant les façades des immeubles qui la bordent, avec un jeu de couleurs entre les pierres choisies pour les dalles au sol et cette pierre de Chailluz. La fontaine Pasteur a été démontée dans ce réaménagement.

## Bâtiments remarquables et lieux de mémoire
- Trompe-l'œil de Pasteur
- Bancs design, en pierre bleue du Hainaut, polie[4]
- Revêtement de sol en pierre bleu du Hainaut, et en calcaire blond de Buxy pour la Grande Rue, sur le côté septentrional[4]
- Arbre (chêne chevelu)[4]